# 克里斯·霍伊
克里斯·霍伊爵士，MBE（Sir Chris Hoy，1976年3月23日—）生于爱丁堡，是一名苏格兰男子自行车运动员。他在2008年北京奥运获得三枚金牌。成为100年来首位在单届奥运获得三枚金牌的英国运动员。2012年，他担任伦敦奥运英国代表团的旗手。2013年4月18日，他宣布结束自己的自行车生涯。

## 外部連結
- 官方网站
- . 英國奧林匹克委員會.   [2015-04-04]. （原始内容存档于2010-02-25）.

| 奥林匹克运动会     | 奥林匹克运动会         | 奥林匹克运动会   |
| ------------------ | ---------------------- | ---------------- |
| 前任： 马克·福斯特 | 英国掌旗官 · 倫敦 2012 | 繼任： 安迪·穆雷 |